# Skipper – Boote & Yachting
Skipper – Boote & Yachting war eine monatlich erscheinende Special-Interest-Zeitschrift aus Deutschland. Die Zeitschrift behandelte die Themen Boote und Wassersport.

## Geschichte
Erhard J. Nellissen, der erste Chefredakteur des Skipper, hatte die Idee, eine „Plattform für die intensive Kommunikation aller Freizeitskipper“ zu schaffen. Anfang 1978 erstellte er gemeinsam mit dem Verleger Dieter Bergemann ein Konzept. Mai 1978 erschien – damals noch in Schwarz-Weiß – die erste Ausgabe des „Boots- und Wassersport-Magazins“ mit einem Gesamtumfang von 48 Seiten. Heft Nummer 1 kostete 4 Deutsche Mark. Thematisch gab es keine Beschränkung. Ob Surfen, Segeln, Motorboot-, Jetski- oder Wasserskifahren, zu Beginn waren die Herausgeber nach allen Seiten offen, was sich auch in dem viergeteilten Titelbild der Erstausgabe widerspiegelt.
Zusammengeführt mit dem ehemaligen Bootshandel-Magazin, erscheint SKIPPER - Boote & Yachting jetzt unter dem Namen Skipper Bootshandel im Münchner MuP Verlag. Vertrieben wird das Magazin sowohl am Kiosk in Deutschland und einigen europäischen Wassersportrevieren als auch im Abonnement.

## Inhalte
Das Magazin deckte Themen des motorisierten Wassersports ab. Laut eigenen Angaben zählte Skipper zu den führenden Wassersportzeitschriften auf dem europäischen Markt. Neben Testberichten über neue Motorboote, Anhänger und maritime Ausrüstung bot das Magazin Informationen um Technik und Elektronik, Tipps, Reportagen und Nachrichten aus der Szene. Des Weiteren wurden Bootsreviere aus dem In- und Ausland vorgestellt.